# Iborfia
Iborfia är en kulle i Ungern.   Den ligger i provinsen Zala, i den västra delen av landet, 190 km sydväst om huvudstaden Budapest. Toppen på Iborfia är 262 meter över havet.
Terrängen runt Iborfia är huvudsakligen platt. Runt Iborfia är det ganska glesbefolkat, med 47 invånare per kvadratkilometer. Närmaste större samhälle är Zalaegerszeg, 14,8 km nordost om Iborfia. Trakten runt Iborfia består till största delen av jordbruksmark.